# 高峰 (医学家)
高峰，第四军医大学基础医学院副院长、教授，主要从事心脏保护方面的研究工作。高峰是美国心脏学会会士，入选中华人民共和国教育部2007年度"长江学者"特聘教授，中国国家杰出青年科学基金获得者。